# Gianni Morace (traghetto)
Il Gianni Morace è stato un traghetto, appartenuto alla Ustica Lines dal 2006 al 2013.

## Servizio
Varato l'8 settembre 1980 nel cantiere navale A/S Bergen M/V di Bergen con il nome di El Arish e consegnato il 31 gennaio 1980 alla Edco Shipping Co, prende servizio nei collegamenti da e per l'Egitto.
Nel 1991, a causa delle difficoltà economiche della compagnia armatrice, viene riconsegnato al cantiere navale, dal quale viene ribattezzato Dania Marine e messo in vendita.
Nel 1992 viene venduto all'italiana Siremar e, ribattezzato Vittore Carpaccio, prende servizio nei collegamenti tra Milazzo, le Isole Eolie e Napoli.
Nel 2006, con il trasferimento sulle rotte per le Eolie del Laurana, viene ceduto alla Ustica Lines e, ribattezzato Gianni Morace, l'11 giugno prende servizio nei collegamenti tra Trapani e Sousse.
Il 18 febbraio 2008 viene noleggiato alla Siremar, tornando in servizio nei collegamenti tra Milazzo, le Isole Eolie e Napoli.
Tornato in flotta Ustica Lines, l'8 novembre 2008 viene noleggiato alla Compagnie Maritime de la Caribe e, ribattezzato Spirit Star, prende servizio nei collegamenti tra Martinica e Guadalupa.
Terminato il noleggio nel 2009, torna a chiamarsi Gianni Morace e viene di nuovo noleggiato a Siremar, tornando ad operare sulla Milazzo-Eolie-Napoli.
Nel gennaio del 2013 viene venduto per la demolizione e, issata bandiera del Togo, salpa al traino del rimorchiatore Hypsas da Trapani per Aliağa, dove giunge il 6 febbraio, venendo spiaggiato il giorno successivo.